# KWin
KWin é um gerenciador de janelas para o sistema de janelas X11 e está atualmente em processo de se tornar um compositor Wayland. É lançado como parte do KDE Plasma 5 para o qual é o gerenciador de janelas padrão. O KWin também pode ser usado sozinho ou com outros ambientes de desktop.

## História
| Nome | Versão | Versão do KDE | Detalhes                                                               |
| ---- | ------ | ------------- | ---------------------------------------------------------------------- |
| KWM  | 1.0    | 1.0           |                                                                        |
| KWin | 2.0    | 2.0           | suporte a temas e efeitos de janelas                                   |
| KWin | 3.0    | 3.2           | melhoria do suporte aos padrões estendidos ICCCM do freedesktop.org    |
| KWin | 4.0    | 4.0           | suporte experimental ao efeito de composição e efeitos do tipo compiz. |
| KWin | 4.4    | 4.4           |                                                                        |
| KWin | 4.5    | 4.5           |                                                                        |
| KWin | 4.9    | 4.9           |                                                                        |
| KWin | 4.11   | 4.11          |                                                                        |
| KWin | 5.0    | 5.0           |                                                                        |
| KWin | 5.12   | 5.12          |                                                                        |